# این مک‌ککنی
این مک‌ککنی (انگلیسی: Ian McKechnie؛ ۴ اکتبر ۱۹۴۱ – ۱۱ ژوئن ۲۰۱۵ (۷۳ سال)) بازیکن فوتبال اهل بریتانیا بود.
از باشگاه‌هایی که در آن بازی کرده‌است می‌توان به باشگاه فوتبال آرسنال، باشگاه فوتبال هال سیتی، و باشگاه فوتبال ساوتند یونایتد اشاره کرد.